# Museum für Kommunikation Berlin

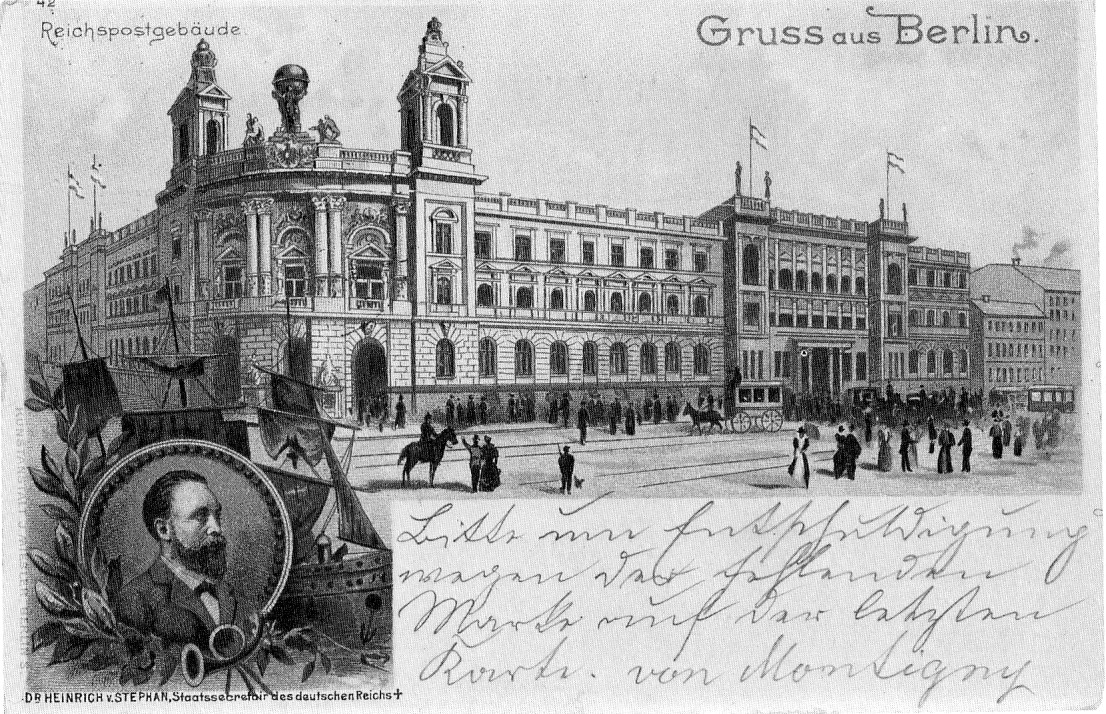
Das Reichspostgebäude auf einer Ansichtskarte, um 1895

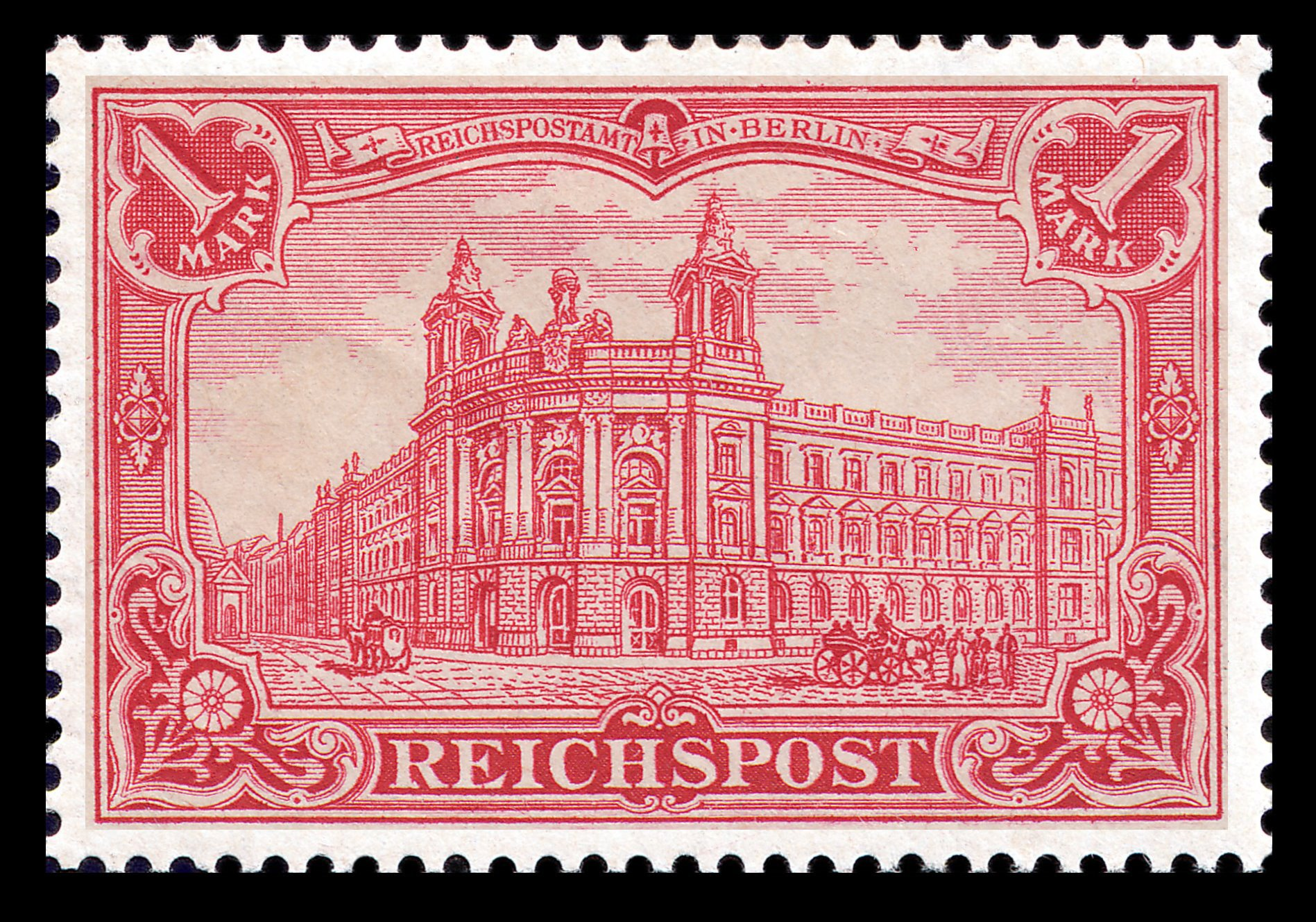
Das Reichspostamt Berlin auf einer Briefmarke von 1900

Das Museum für Kommunikation Berlin ist einer von mehreren Standorten der Museumsstiftung Post und Telekommunikation, einer bundesunmittelbaren Stiftung öffentlichen Rechts. Es befindet sich im Berliner Ortsteil Mitte im Gebäude des früheren Reichspostministeriums an der Leipziger Straße / Ecke Mauerstraße. Seit 1977 steht das Gebäude unter Denkmalschutz.

## Das Gebäude

### Reichspostmuseum
Das Reichspostmuseum, Vorgänger des heutigen Museums, wurde 1872 gegründet durch Heinrich von Stephan, den Generalpostmeister des Deutschen Reichs. Es war eines der ersten Museen für die Geschichte der Technik weltweit und erhielt den umfassend definierten Auftrag, „die Entwicklung des Verkehrswesens von den Völkern des Altertums beginnend bis zur neuesten Zeit kulturgeschichtlich zu veranschaulichen“.
Das Bauwerk in der Leipziger Straße entstand zwischen 1871 und 1874 zunächst als Generalpostamt (ab 1880 als Reichspostamt und ab 1919 als Reichspostministerium), in dem auch die neue Sammlung untergebracht wurde. Architekt des Generalpostamtes (direkt neben dem heutigen Museum für Kommunikation) war Carl Schwatlo, der für zahlreiche Bauten der kaiserlichen Post verantwortlich zeichnete. 
Zwischen 1893 und 1897 wurde neben dem Generalpostamt ein Erweiterungsbau nach Plänen der Architekten Ernst Hake, Bauleitung und Ausführung Post-Baurat Heinrich Techow und Post-Bauinspector Franz Ahrens gebaut. Teil dieser Erweiterung war das Reichspostmuseum. Zur Eröffnung urteilte Kaiser Wilhelm I. anerkennend: „Gut! Reiner und einfach würdiger Styl!“
Seit 1895 steht auf dem Dach über dem Haupteingang eine annähernd sechs Meter hohe Skulptur von Ernst Wenck – Giganten umfassen die Erdkugel, eine Allegorie auf die weltumspannende Bedeutung von Post und Telekommunikation. An der Restaurierung der Skulptur war der Berliner Kupferschmied und Metallrestaurator Peter Trappen beteiligt. Im Berliner Volksmund war das wuchtige Gebäude scherzhaft auch als „Postkolloseum“ oder „Zirkus Stephan“ (nach dem Generalpostmeister) bekannt. Direktor des Reichspostmuseums von 1924 bis 1938 war Albert Jacobs (Fachschriftsteller und Vater des 1906 in Braunschweig geborenen Journalisten und Schriftstellers Walter Jacobs).
Während der beiden Weltkriege blieb das Museum geschlossen. Durch die alliierten Luftangriffe ab 1943 und bei intensiven Häuserkämpfen während der Schlacht um Berlin im April 1945 erlitt das Gebäude im Zweiten Weltkrieg schwere Schäden. Nach Kriegsende waren nur noch die Umfassungsmauern vorhanden. Wertvolle Bestände des Museums waren ausgelagert und gelangten im Juni 1945 in die Amerikanische Besatzungszone, wo sich ihre Spuren zum Teil verloren.

### Postmuseum der DDR
Die Ruine lag nach Kriegsende im Sowjetischen Sektor Berlins, auf  Ost-Berliner Gebiet. Als in West-Berlin 1966 im Gebäude der Urania ein kleines Postmuseum eröffnet werden sollte – ein neues Bundespostmuseum kam 1958 nach Frankfurt am Main –, begannen die Arbeiten am alten Standort an der Leipziger Straße. Das Ergebnis war zunächst eine Briefmarkenausstellung auf sehr begrenztem Raum im gleichen Jahr. Im April 1960 wurde das Postmuseum mit einer Dauerausstellung zur Entwicklung des Post- und Fernmeldewesens in Abteilungen zur Geschichte des Postwesens, zu Telegrafie und Telefonie sowie zu Rundfunk und Fernsehen mit Geräten, Modellen und Ausrüstungsgegenständen wiedereröffnet. Die Ausstellungsfläche wurde in den darauffolgenden Jahren erweitert. 1964 eröffnete eine ständige Briefmarkenausstellung in der ersten Etage des Gebäudes. Mit Blick auf die 750-Jahr-Feier Berlins 1987 beschloss das Politbüro des ZK der SED 1981, das Gebäude des alten Reichspostmuseums vollständig wiederzuerrichten und als Postmuseum der DDR neu zu eröffnen. Die Arbeiten nach Plänen des Architekten Klaus Niebergall verzögerten sich jedoch, und 1987 stand nur ein Teil der geplanten Ausstellungsfläche zur Verfügung. Die noch ausstehenden Bauarbeiten wurden erst 1990, nach dem Fall der Berliner Mauer, mit der Rekonstruktion des Lichthofes abgeschlossen.

### Museum für Kommunikation
Im Jahr 1992 erhielt das Architekturbüro Henze & Vahjen den Auftrag, das Gebäude nach denkmalpflegerischen Gesichtspunkten zu restaurieren und ein neues Nutzungskonzept zu erarbeiten. Die Bewahrung der originalen Bausubstanz hatte Vorrang. Von der zunächst vorgesehenen Wiederherstellung nicht mehr vorhandener Bauteile – wie etwa der beiden seitlichen Schmucktürme auf dem Dach der Eingangsfassade – sah man ab. Ein Erweiterungsbau an der Leipziger Straße, in den 1980er Jahren entstanden, wurde in seinen Geschosshöhen dem Hauptgebäude angepasst. Unter dem Lichthof entstand ein neues Kellergeschoss für die größten Kostbarkeiten des Hauses, unter ihnen die berühmteste Briefmarke der Welt, die Blaue Mauritius. Im September 1997 fand das Richtfest statt; die Gigantengruppe, nach einem kleinen Originalmodell in alter Größe neu hergestellt, wurde wieder über dem Haupteingang angebracht. Im August 1999 waren die Bauarbeiten abgeschlossen, das für 60 Millionen Mark (kaufkraftbereinigt in heutiger Währung: rund 48 Millionen Euro) fertiggestellte Gebäude konnte an die Nutzer übergeben werden. Am 17. März 2000 eröffnete der damalige Bundespräsident Johannes Rau das Museum für Kommunikation.

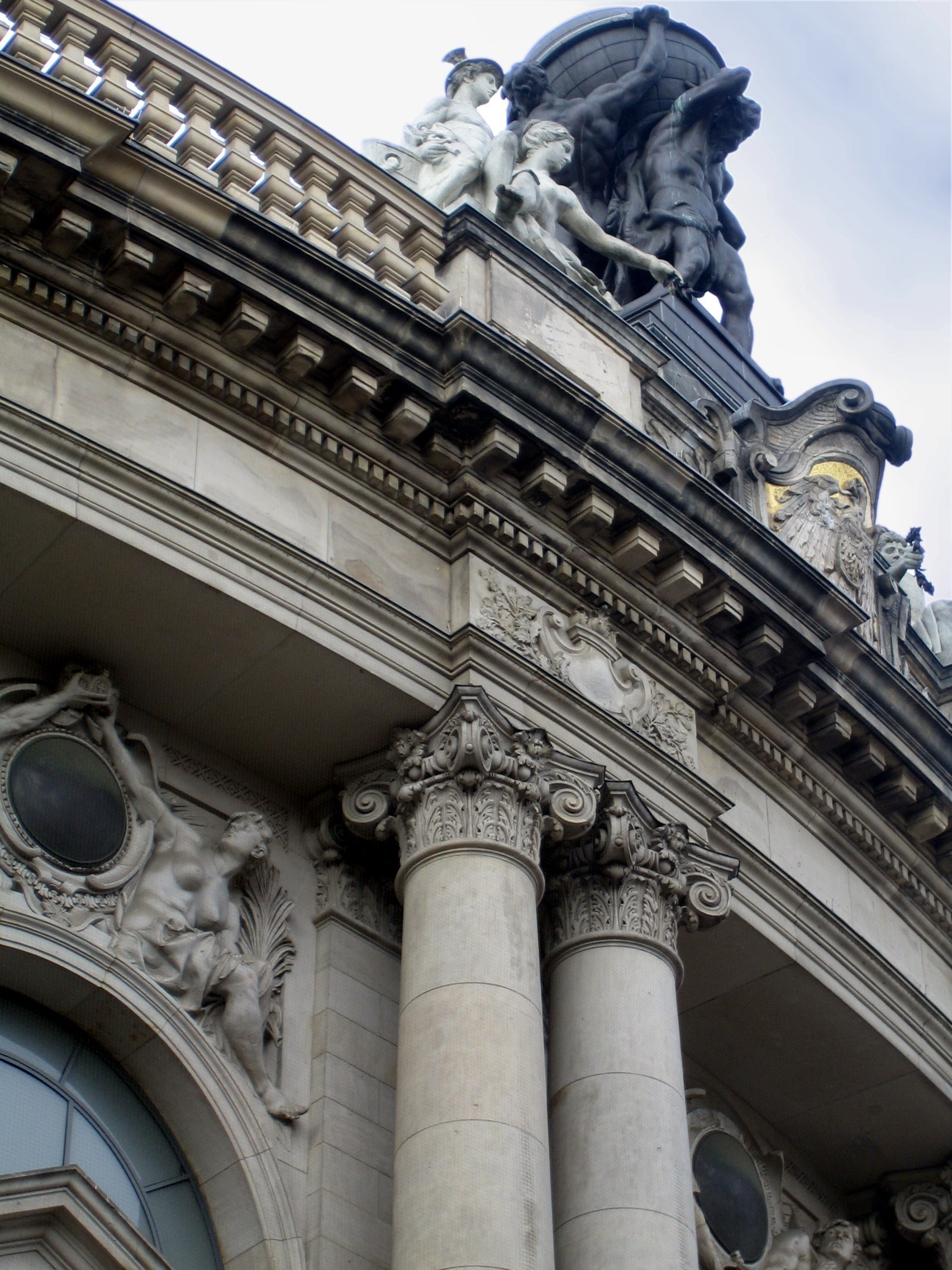
Detail der Fassade
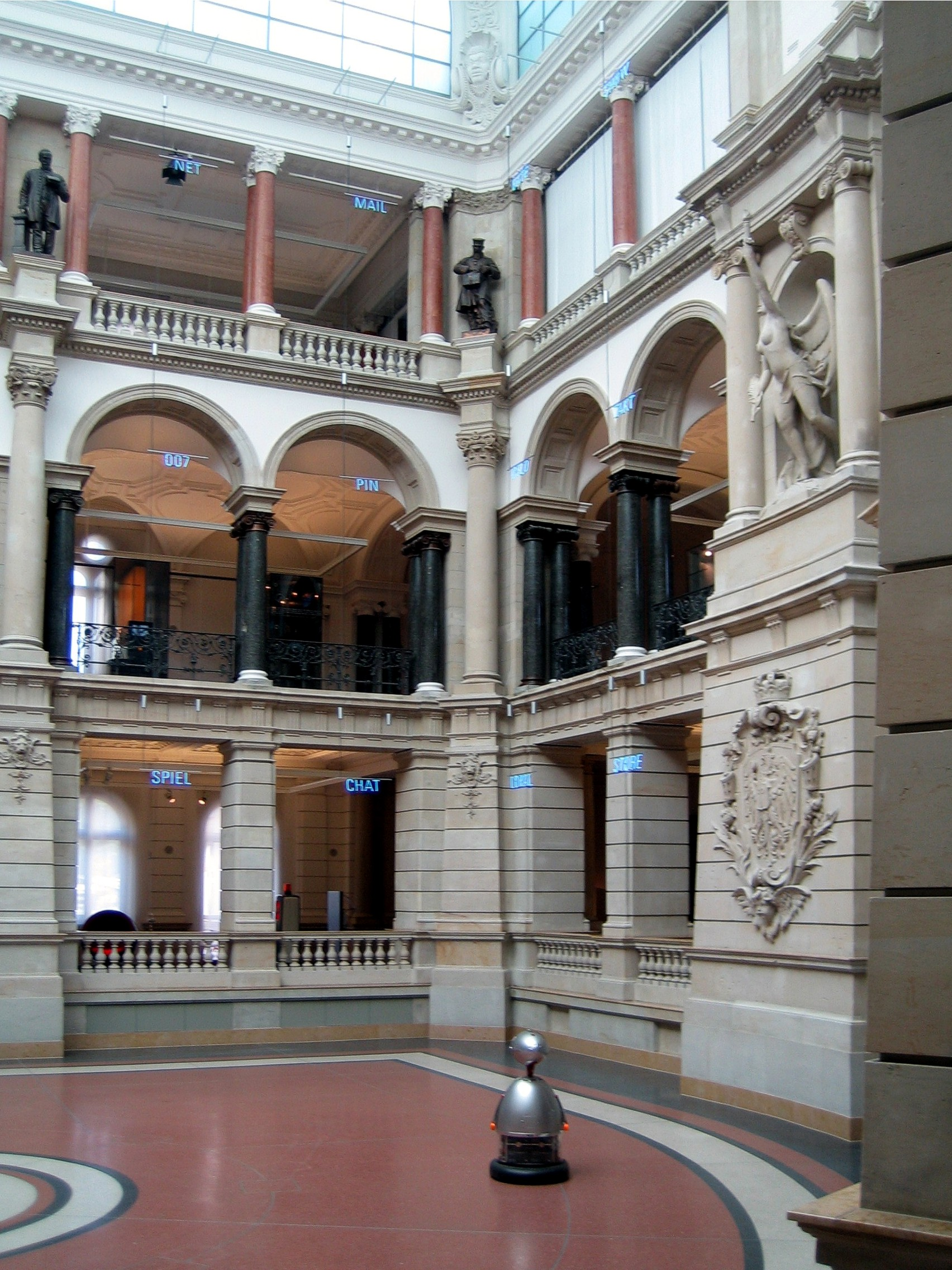
Blick in den Lichthof
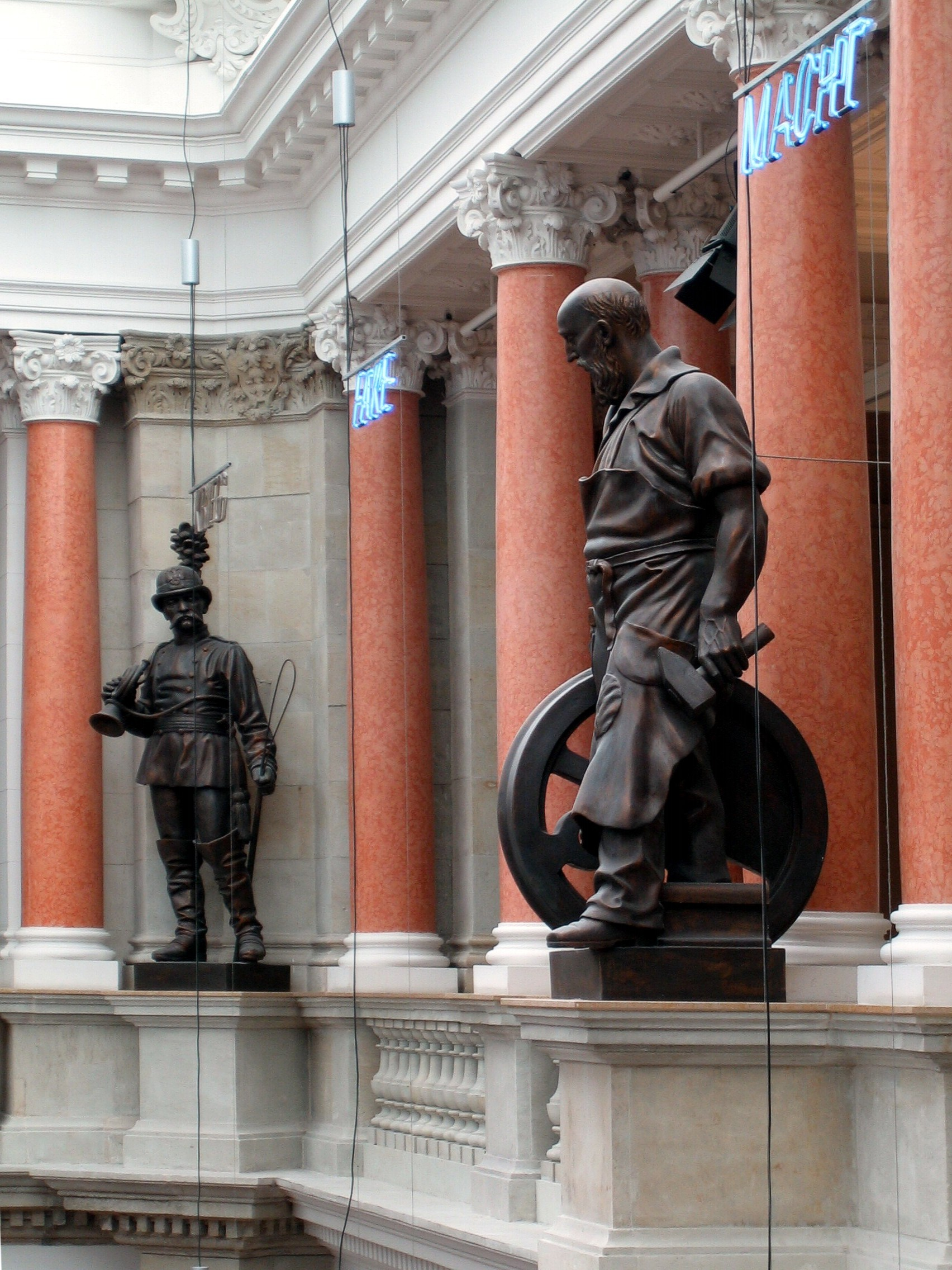
Details im Lichthof
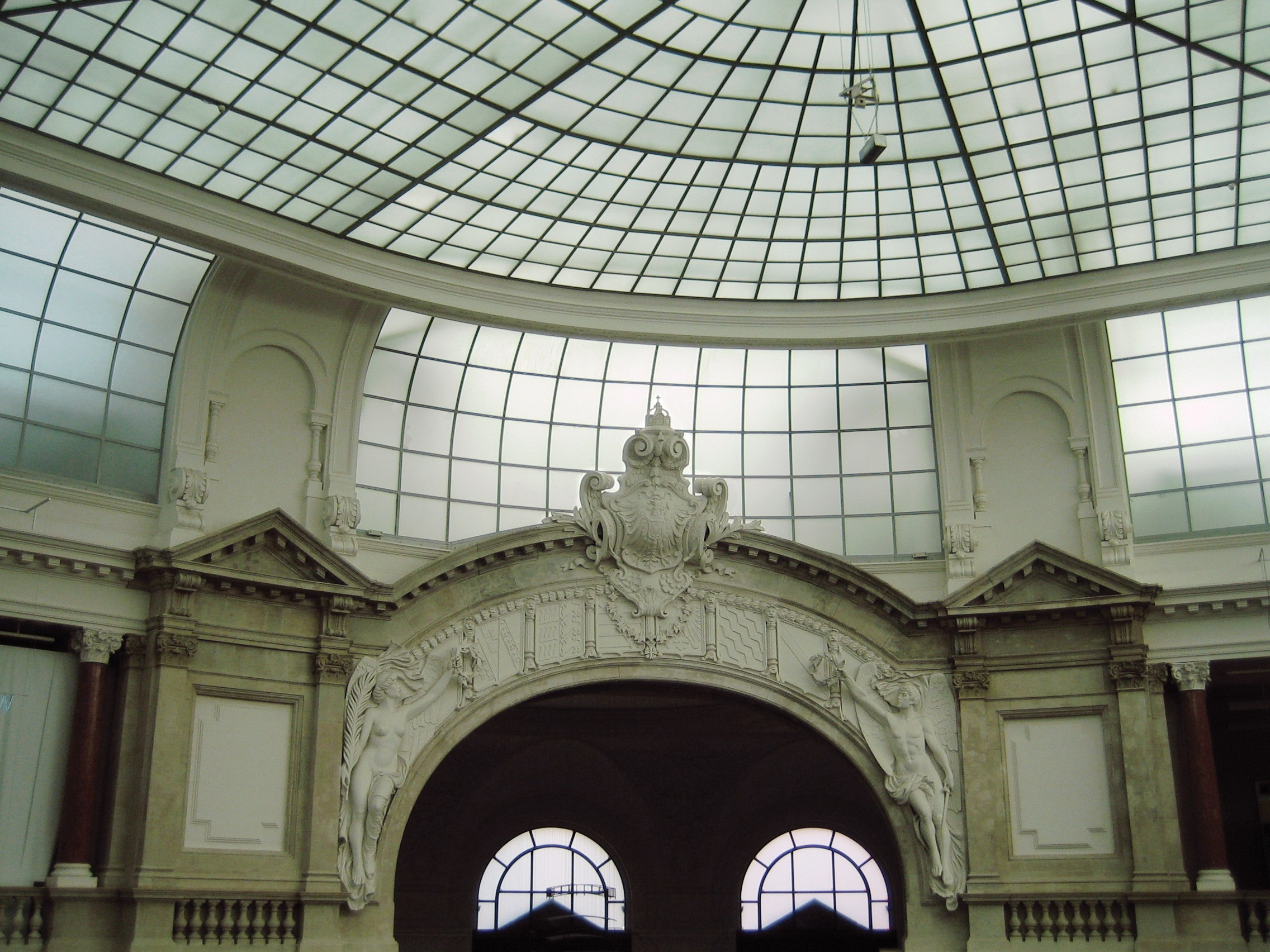
Details der Kuppel und der Architektur im Lichthof

## Die Sammlung

### Geschichte
Der weitgehende Sammlungsanspruch des Reichspostmuseums verlangte, „zunächst die bei der Post und Telegraphie gebräuchlichen Gegenstände, Apparate und Modelle [zu sammeln], sodann aber auch bildliche Darstellungen […] und sonstige Erzeugnisse, die sich auf das Schrifttum, das Nachrichtenwesen und die Beförderungseinrichtungen aller Zeiten und Völker beziehen.“ Aus dieser Aufgabenstellung entwickelte sich in den folgenden Jahrzehnten eine äußerst umfangreiche und wertvolle Sammlung. Das Museum präsentierte nicht nur historische Objekte, sondern stellte auch die jeweils neuentwickelten Technologien wie Luftpost, Funk, Bildtelegrafie und Fernsehen vor.
Im Zweiten Weltkrieg wurde die Sammlung dezimiert und auseinandergerissen. Zahlreiche der im Haus verbliebenen Ausstellungsobjekte überstanden den Krieg nicht. Die wichtigsten Teile der Sammlung waren größtenteils nach Schloss Waltershausen in Bayern ausgelagert worden. Nach Kriegsende verweigerte die zuständige amerikanische Militäradministration die Herausgabe an die Postbehörde der sowjetischen Besatzungszone, auf deren Gebiet das Berliner Museum lag, und übergab die Bestände 1947 an die Deutsche Post (West). Daraus entwickelte sich das 1958 in Frankfurt am Main eröffnete Bundespostmuseum. Die kostbarsten Exemplare der Briefmarkensammlung waren vor Kriegsende vorsorglich nach Eisleben, heute Sachsen-Anhalt, verbracht worden. In den Nachkriegswirren wurden die Bestände geplündert, die wertvollsten Stücke verschwanden. Als sie 1976 wieder auftauchten, erhob die DDR Anspruch darauf. Erst nach der deutschen Wiedervereinigung 1990 gelangten die Marken zurück in das Archiv für Philatelie.
Neben dem Bundespostmuseum gab es auf dem Gebiet der Bundesrepublik eine Reihe von regionalen Postmuseen und kleineren Sammlungen. Sie wurden 1995 im Rahmen der umfassenden Postreform aus den neu entstandenen Unternehmen Deutsche Post AG und Deutsche Telekom AG herausgelöst und als Museumsstiftung Post und Telekommunikation in einer Stiftung öffentlichen Rechts zusammengefasst.

### Aktuelle Situation

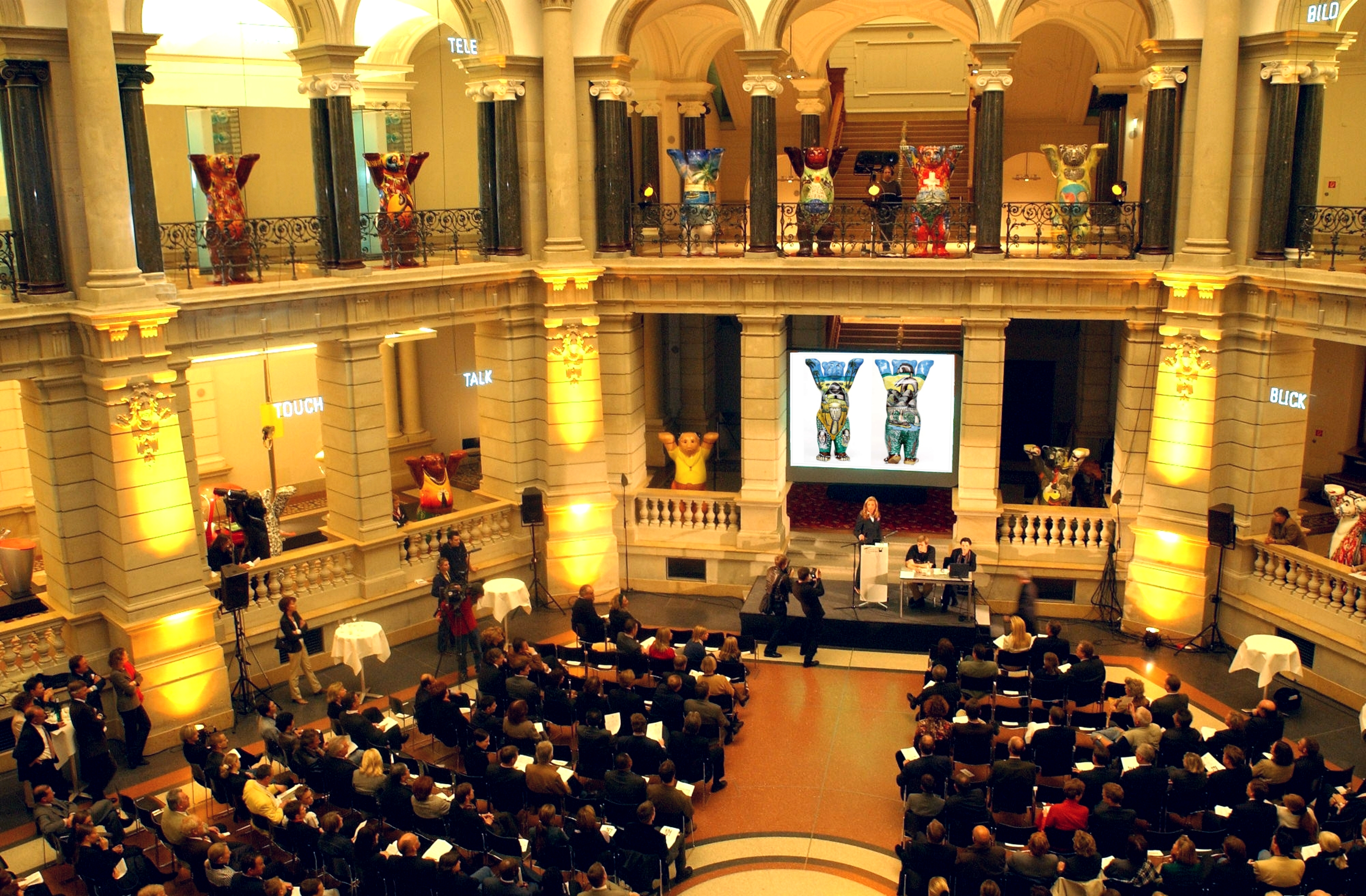
Mehr als 190.000 Euro für UNICEF wurden am 5. November 2002 bei einer Versteigerung von 46 United Buddy Bears erzielt.

Auch das Museum in Berlin wird von dieser Stiftung geführt. Es ist in erster Linie auf die Geschichte des Postwesens ausgerichtet. An anderen Standorten werden andere thematische Schwerpunkte betreut, in Frankfurt etwa die Geschichte der Telekommunikation. Die Berliner Sammlung besteht aus drei Abteilungen:
- Transportgeschichte und Verkehr. Hier finden sich zum Beispiel Fahrzeuge wie Kutschen, Bahnpostwagen und Kraftfahrzeuge, ferner kartografische Objekte und Gegenstände aus dem Zahlungsverkehr.
- Geschichte der Post und ihrer Nachfolgeunternehmen, Archiv und Fotosammlung. Dazu gehören unter anderem Posthausschilder, Uniformen, Briefkästen, Briefmarkenautomaten und Sortiereinrichtungen, Materialien zu Architektur und Einrichtungsgegenständen, Werbemaßnahmen und Sozialeinrichtungen.
- Geschichte des Schriftverkehrs, mit Briefen und Postkarten, Geräten der Schreibkultur (Schreibwerkzeugen und ‑möbeln, Siegeln usw.), Druckstöcken, Stempeln und Briefmarkenentwürfen.

Aus Raumgründen sind die Sammlungsabteilungen nicht vollständig in den eigentlichen Museumsgebäuden untergebracht. Adressen und nähere Hinweise dazu kann man über die Website des Museums erfahren.
Die Tradition der Museumsbibliothek geht auf die Zeit des Reichspostmuseums zurück. Dort existierte bereits eine umfangreiche Sammlung postgeschichtlicher und philatelistischer Werke. Nach mehreren durch Sanierung bedingten Schließungen, Umzügen und Auslagerungen fanden sowohl die Bibliothek als auch das Archiv der Bibliothek mit einem Bestand von ca. 95.000 Bänden im März 2000 ihren endgültigen Platz im Museumsgebäude. Leiterin ist die Bibliothekarin Claudia Loest.

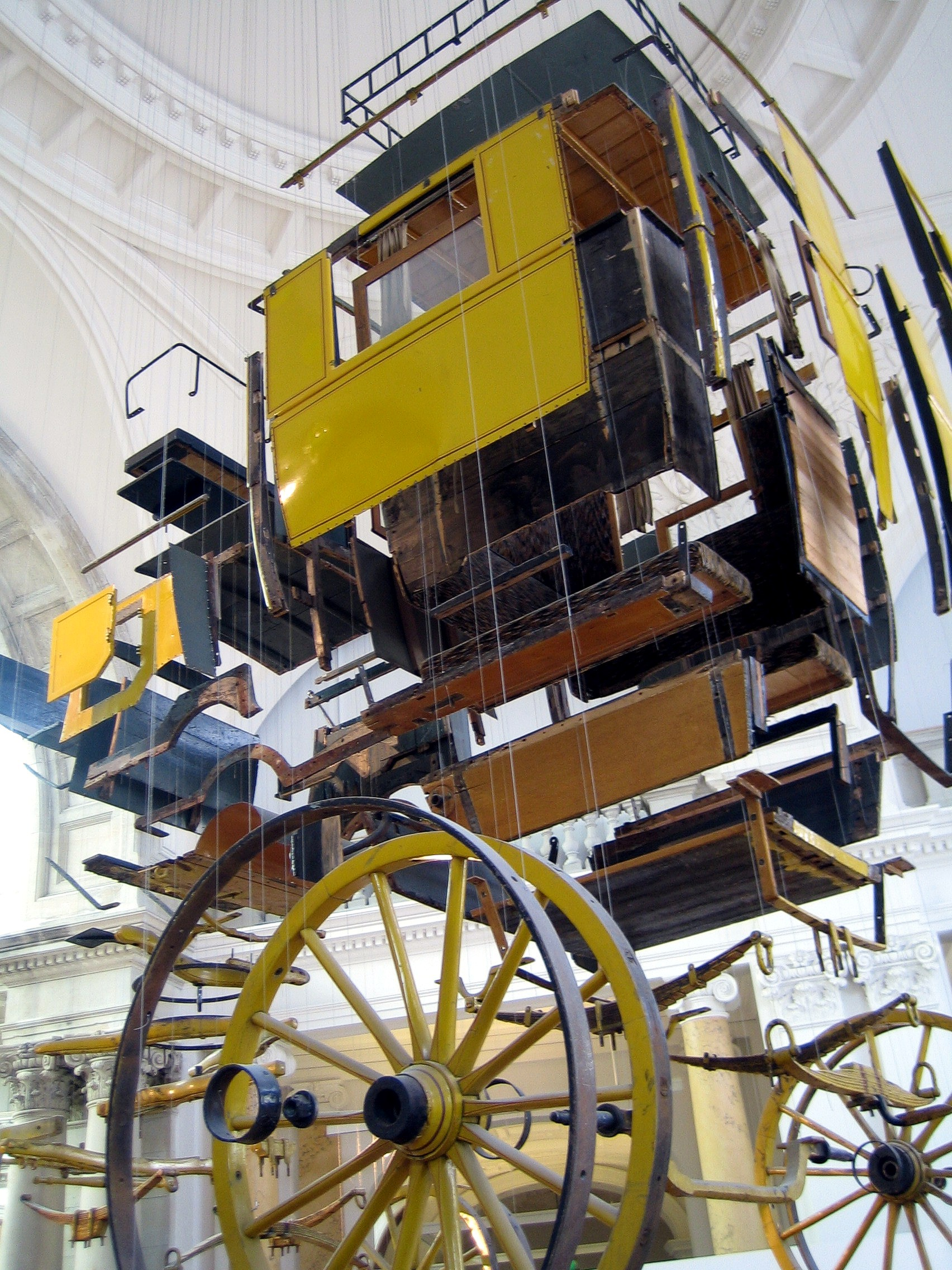
Explosivdarstellung einer Postkutsche des Künstlers Stefan Sous
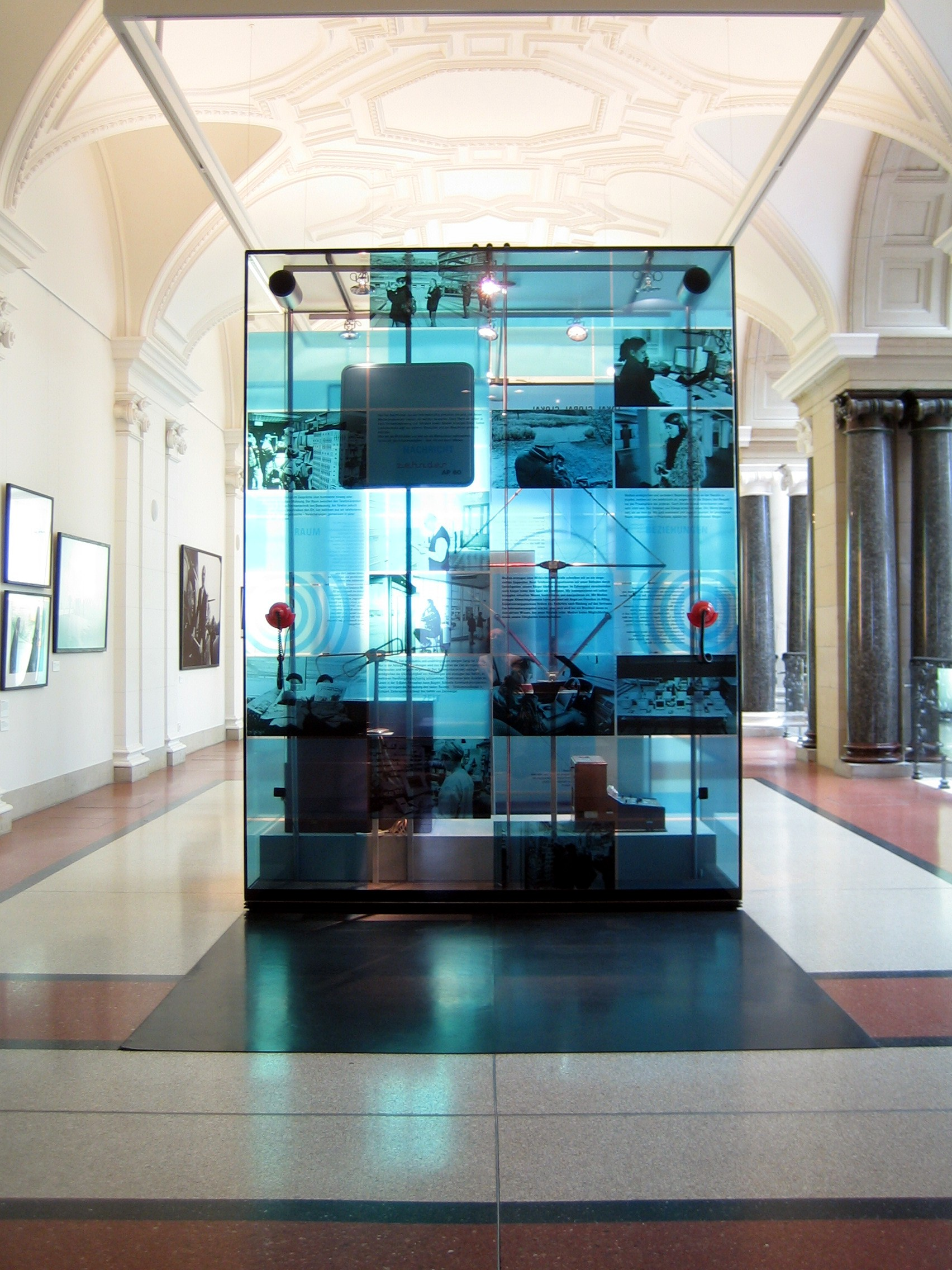
Schauvitrine
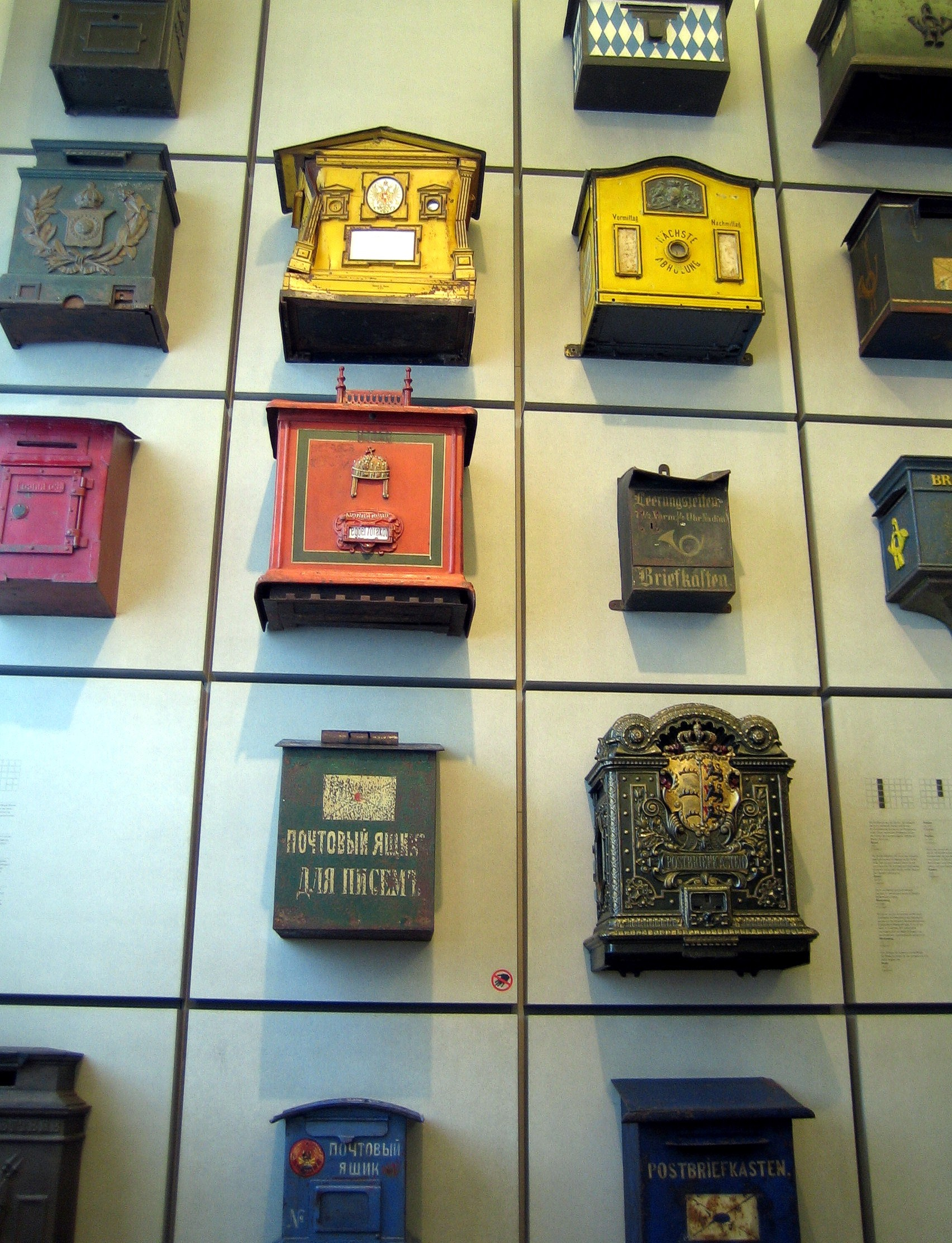
Ausstellungswand mit Briefkästen
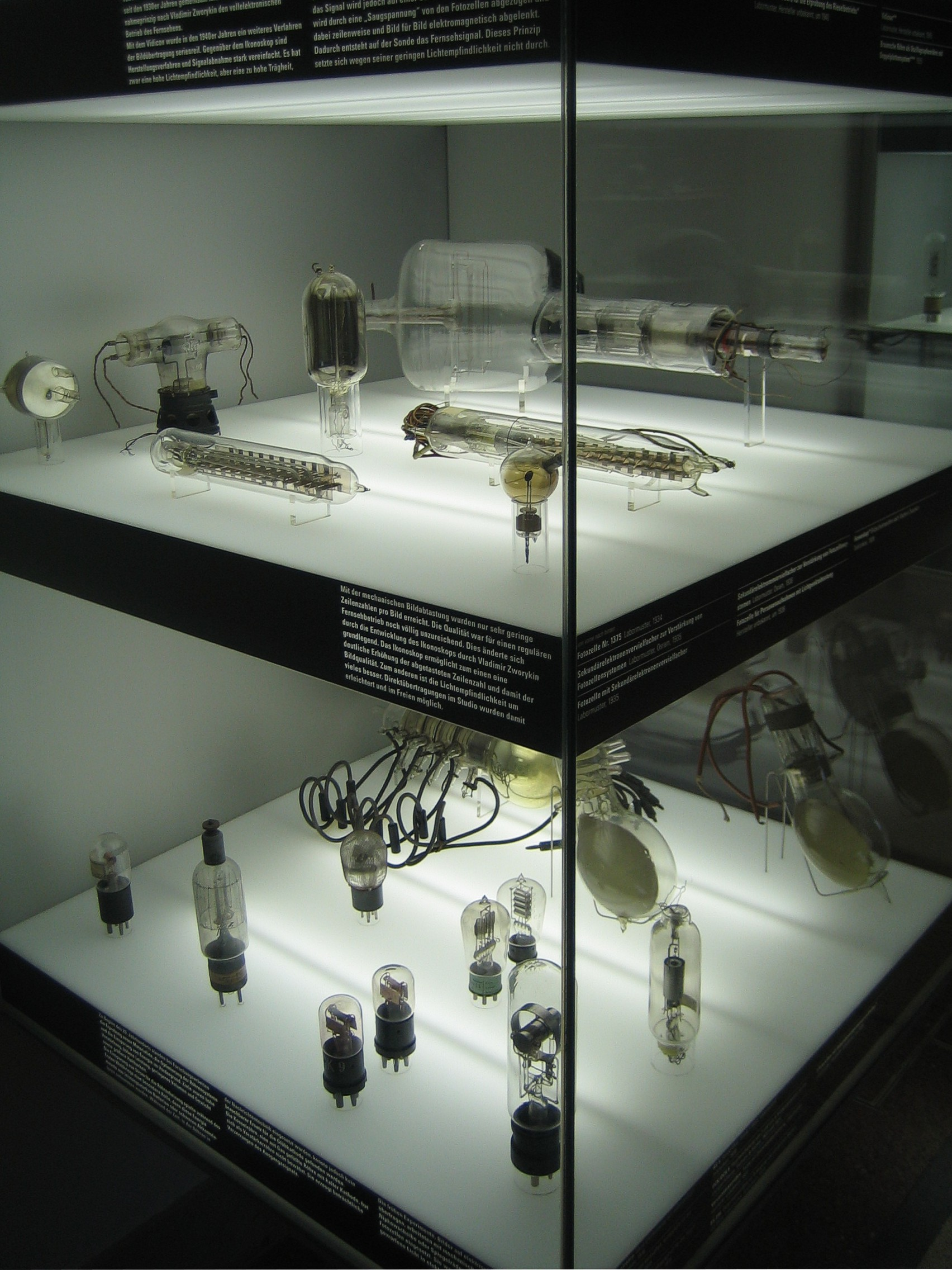
Schauvitrine mit Röhren
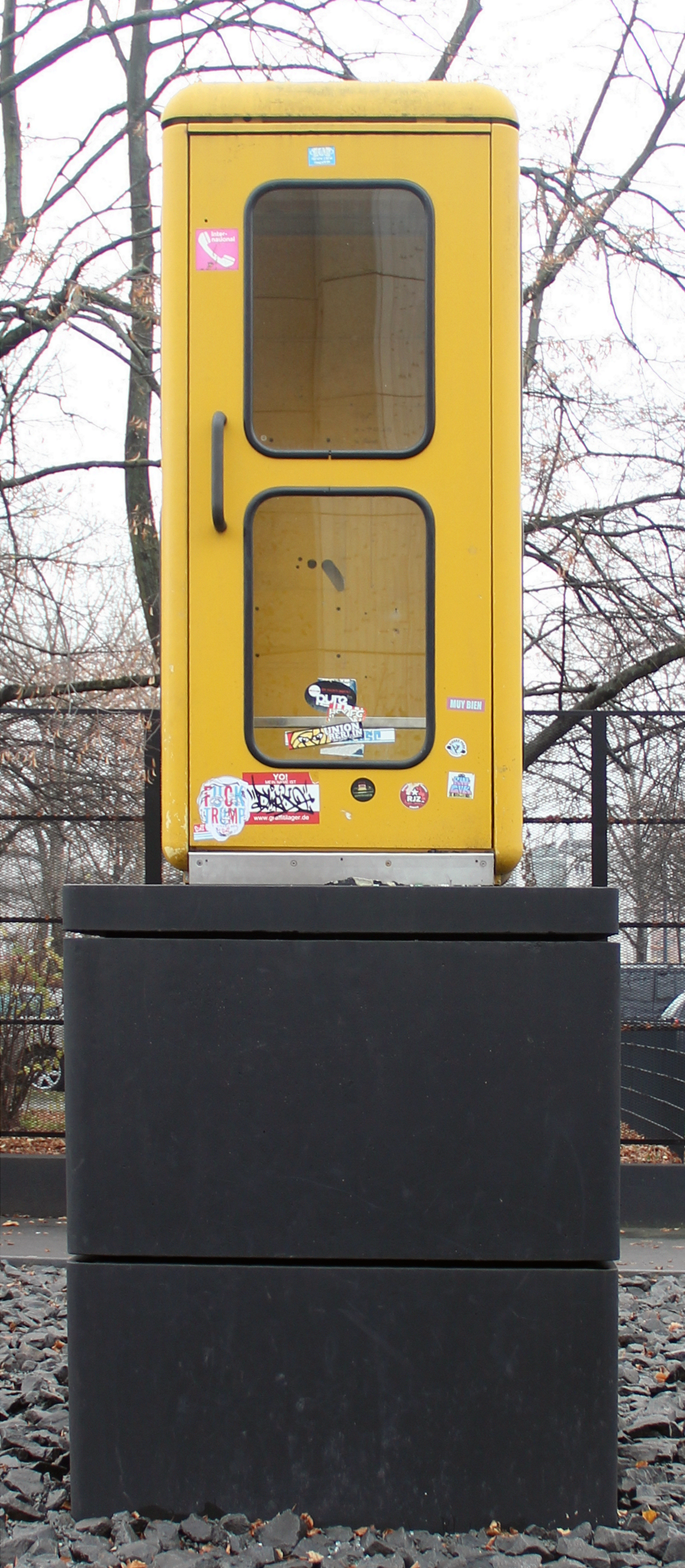
Berlin Phone Booth Memorial Park

## Ausstellungen (Auswahl)
Neben der Dauerausstellung Vom Faustkeil bis zum Smartphone zeigt das Museum für Kommunikation wechselnde Sonderausstellungen zu verschiedenen Themenbereichen:
- UDERZO – Von Asterix bis Zaubertrank (6. Februar 2025 bis 15. Juni 2025)
- KLIMA_X. Warum tun wir nicht, was wir wissen? (29. September 2023 bis 1. September 2024)
- 125 Jahre mitten in Berlin. Fotos zur Geschichte des Museums (10. September 2023 bis 7. Januar 2024)[13]
- ON AIR. 100 Jahre Radio[14]
- Streit. Eine Annäherung (7. Oktober 2022 bis 27. August 2023)
- The Art of Coping with War – Ukrainische Fotografie (2. März bis 2. April 2023)
- Von Monstern, Mäusen und Menschen. Axel Schefflers fantastische Briefbilder (25. November 2022 bis 12. März 2023)
- Kuriose Kommunikation. Ungewöhnliche Objekte und Geschichten aus der Sammlung (1. Juli bis 9. Oktober 2022)
- Back To Future. Technikvisionen zwischen Fiktion und Realität (3. Dezember 2021 bis 28. August 2022)
- #neuland. Ich, wir & die Digitalisierung (28. Januar bis 19. Juni 2022)
- Geschichte und Erinnerung. Das Bundesarchiv (15. September bis 31. Oktober 2021)

## Veranstaltungen
Im Museum für Kommunikation finden regelmäßig Veranstaltungen statt. Inhaltlich geht es dabei häufig um Themen wie Medienkompetenz oder Datenschutz. Daneben gibt es auch experimentelle Formate wie Sound-Performances oder künstlerische Walks. Das Museum für Kommunikation nimmt teil an der Langen Nacht der Museen. Auch das Berliner Comic-Festival, die Comic Invasion, findet seit 2018 im Lichthof des Museums statt.